# نظرية فالتينجز
قالب:Infobox mathematical statement
نظرية فالتينجز هي نتيجة للهندسة الحسابية ، والتي بموجبها يكون منحنى اجناس(الجنس هو عدد "ثقوب" السطح.) أكبر من 1 فوق الحقل {\displaystyle \mathbb {Q} } من الأعداد المنطقية لها فقط عدد محدود من النقاط المنطقية . تم تخمين هذا في عام 1922 من قبل لويس مورديل ،  وعرف باسم تخمين مورديل حتى عام 1983 من قبل جيرد فالتينجز . [2] تم تعميم التخمين لاحقًا عن طريق الاستبدال {\displaystyle \mathbb {Q} } بأي حقل رقم .

## خلفية
يترك {\displaystyle C} يكون منحنى جبري غير منفرد للجنس {\displaystyle g} زيادة {\displaystyle \mathbb {Q} } . ثم مجموعة من النقاط المنطقية على {\displaystyle C} يمكن تحديدها على النحو التالي:
- متى {\displaystyle g=0} ، إما أنه لا توجد نقاط أو العديد منها بلا حدود. في حالات كهذه، {\displaystyle C} يمكن التعامل معها على أنها قسم مخروطي .
- متى {\displaystyle g=1} ، إذا كان هناك أي نقاط ، إذن {\displaystyle C} هو منحنى إهليلجي وتشكل نقاطه المنطقية مجموعة أبيلية متكونة بشكل نهائي . (هذه هي نظرية مورديل ، التي عُممت لاحقًا على نظرية مورديل-وايل . ) علاوة على ذلك ، فإن نظرية التواء Mazur تقيد بنية مجموعة الالتواء الفرعية.
- متى {\displaystyle g>1} ، وفقًا لنظرية فالتينجز ، {\displaystyle C} لديه فقط عدد محدود من النقاط المنطقية.

## البراهين
توقع إيغور شافاريفيتش أنه لا يوجد سوى عدد محدود من فئات التشابه من أصناف أبليان ذات البعد الثابت ودرجة الاستقطاب الثابت على حقل رقم ثابت مع تقليل جيد خارج مجموعة محدودة ثابتة من الأماكن .  أظهر ألكسي بارشين أن تخمين شافاريفيتش للمحدودية يشير ضمنًا إلى تخمين مورديل ، باستخدام ما يسمى الآن بخدعة بارشين. 
أثبت جيرد فالتينجز حدسية شافاريفيتش المحدود باستخدام اختزال معروف لحالة تخمين تيت ، جنبًا إلى جنب مع أدوات من الهندسة الجبرية ، بما في ذلك نظرية نماذج نيرون .  الفكرة الرئيسية لإثبات فالتينجز هي المقارنة بين ارتفاعات فالتنجز والارتفاعات الساذجة عبر أصناف سيجل المعيارية . 
1. ↑  Mordell 1922.
2. ↑  Shafarevich 1963.
3. ↑  Parshin 1968.
4. ↑  Faltings 1983.

1. ↑  "Faltings relates the two notions of height by means of the Siegel moduli space.... It is the main idea of the proof." Bloch، Spencer (1984). "The Proof of the Mordell Conjecture". The Mathematical Intelligencer. ج. 6 ع. 2: 44. DOI:10.1007/BF03024155. S2CID:306251.